# Copa de Clubes de la UNIFFAC 2004
La Copa de Clubes de la UNIFFAC 2004 fue la primera edición del torneo de fútbol a nivel de clubes más importante de África Central organizado por la UNIFFAC y que contó con la participación de 4 equipos de la región.
El Bamboutos FC de Camerún venció en la final al FC 105 Libreville de Gabón para ser el primer campeón del torneo.

## Participantes
| - CS La Mancha - Bamboutos FC | - DFC 8 - FC 105 Libreville |

## Resultados
El CS La Mancha y el DFC 8 abandonaron el torneo, por lo que la UNIFFAC determinó que el campeón se decidiría por medio de una serie de ida y vuelta entre los dos equipos restantes.
| 16 de octubre de 2004 | FC 105           | 2:1 | Bamboutos FC | Estadio Omar Bongo, Libreville, Gabón                    |                                                          |
|                       | Ngouani 21', 85' |     | Mouansie 31' | Asistencia: 2,500 espectadores Árbitro(s): Mohamad Ahmed | Asistencia: 2,500 espectadores Árbitro(s): Mohamad Ahmed |

| 31 de octubre de 2004                                        | Bamboutos FC                                                          | 2:1 (6:5 p.)               | FC 105                                                         | Estadio de la Reunificación, Douala, Camerún                         |                                                                      |
|                                                              | Ngwompo 75' · Moukoko 84'                                             |                            | Bongo 86'                                                      | Asistencia: 10,000 espectadores Árbitro(s): Ntambidila wa Ntambidila | Asistencia: 10,000 espectadores Árbitro(s): Ntambidila wa Ntambidila |
|                                                              |                                                                       | Tiros desde el punto penal |                                                                |                                                                      |                                                                      |
|                                                              | Essosso · Ndeme Ndeme · Kouossi · Libong · Lele · Egbo Egbo · bakenga |                            | Tchingoma · Manfoumbi · Bongo · Abebe · Kota · Ngouani · Ngara |                                                                      |                                                                      |
| Bamboutos FC gana 6-5 en penales (3-3 en el marcador global) |                                                                       |                            |                                                                |                                                                      |                                                                      |

## Campeón
| Copa de Clubes de la UNIFFAC 2004 |
| --------------------------------- |
| Bandera de Camerún                |
| Bamboutos FC 1º Título            |